# Deniss Tjapkin
Deniss Tjapkin (Jõhvi, 30 gennaio 1991) è un calciatore estone, difensore del Maardu.

## Carriera

### Club
Ha giocato nella massima serie estone.

### Nazionale
Ha giocato nella nazionale estone Under-23.
Nel 2017 ha esordito in nazionale maggiore.

## Statistiche

### Cronologia presenze e reti in nazionale
| Cronologia completa delle presenze e delle reti in nazionale ― Estonia | Cronologia completa delle presenze e delle reti in nazionale ― Estonia | Cronologia completa delle presenze e delle reti in nazionale ― Estonia | Cronologia completa delle presenze e delle reti in nazionale ― Estonia | Cronologia completa delle presenze e delle reti in nazionale ― Estonia | Cronologia completa delle presenze e delle reti in nazionale ― Estonia | Cronologia completa delle presenze e delle reti in nazionale ― Estonia | Cronologia completa delle presenze e delle reti in nazionale ― Estonia |
| Data                                                                   | Città                                                                  | In casa                                                                | Risultato                                                              | Ospiti                                                                 | Competizione                                                           | Reti                                                                   | Note                                                                   |
| ---------------------------------------------------------------------- | ---------------------------------------------------------------------- | ---------------------------------------------------------------------- | ---------------------------------------------------------------------- | ---------------------------------------------------------------------- | ---------------------------------------------------------------------- | ---------------------------------------------------------------------- | ---------------------------------------------------------------------- |
| 19-11-2017                                                             | Sydney                                                                 | Figi                                                                   | 0 – 2                                                                  | Estonia                                                                | Amichevole                                                             | -                                                                      |                                                                        |
| 26-11-2017                                                             | Numea                                                                  | Nuova Caledonia                                                        | 1 – 1                                                                  | Estonia                                                                | Amichevole                                                             | -                                                                      | 68’                                                                    |
| Totale                                                                 |                                                                        | Presenze                                                               | 2                                                                      |                                                                        | Reti                                                                   | 0                                                                      |                                                                        |